# Teolin (województwo łódzkie)
Teolin – wieś w Polsce położona w województwie łódzkim, w powiecie łódzkim wschodnim, w gminie Nowosolna.
W latach 1975–1998 miejscowość należała administracyjnie do ówczesnego województwa łódzkiego. 
Na obszarze wsi do dziś zachował się niewielki cmentarz ewangelicki. 
Przez wieś przebiega droga krajowa nr 72.
Miejscowość włączona jest do sieci komunikacji autobusowej MPK Łódź: linie 53 i 54.